# Компромисс
Компроми́сс — это решение конфликта по взаимному добровольному соглашению с обоюдным отказом от части предъявленных требований. Партнёры по переговорам меняют своё мнение и принимают новое общее мнение. Цель — это общий результат, которым они удовлетворены. Компромисс — это способ уравновесить конфликтующие интересы (управление инакомыслием). Он основан на уважении к противоположным позициям и является частью сущности демократии. Компромиссы могут повлиять на многие сферы жизни людей.

## Происхождение слова
Выражение «компромисс», уже задокументированное Цицероном, происходит из латинского юридического языка и означает, что спорящие стороны «совместно обещают» (com-promittunt) подчиниться арбитражному решению третьей стороны, которую ранее привлекали в качестве арбитра. Сторона, которая впоследствии не признаёт арбитражное решение, теряет ранее внесённую денежную сумму.
На юридическом языке средневековья мирное урегулирование судебного спора называлось мужеством.

## Конфликт
За компромиссом всегда стоит конфликт между разными желаниями, интересами и потребностями. Обычно конфликты возникают между разными людьми. Но иногда также внутри человека («две души в моей груди») или между группами, организациями, государствами, культурами или религиями. Часто предполагаемые противоречия и возникающие конфликты являются просто результатом недопонимания. И часто за желанием или интересом кроется скрытая и гораздо более существенная потребность. Если недоразумение устранено или реальная потребность, лежащая в основе мнимого интереса, удовлетворена, конфликта больше нет.
Некоторые конфликты — это конфликты распределения, например, сырьё, прибыль компании, зарплата, жильё и т. д. Такие конфликты часто ошибочно рассматриваются как игра с нулевой суммой: если один из двоих получает на один евро больше, другой автоматически получает на один евро меньше. Но, может быть, один евро — это полноценный обед для одного и лишь небольшая его часть для другого. Даже более сложные отношения часто ошибочно рассматриваются как игра с нулевой суммой и поэтому обычно становятся неразрешимыми. Однако большинство игр с нулевой суммой растворяются, если рассматривать их в более широком контексте.
В человеческих отношениях «компромиссом» часто называют соглашение, которое не нравится ни одной из сторон, потому что вовлечённые стороны часто чувствуют, что либо отдали слишком много, либо получили слишком мало. В негативном смысле компромисс может называться капитуляцией, относящейся к «сдаче» целей, принципов или материалов в процессе переговоров по соглашению. Экстремизм часто рассматривается как антоним компромиссу, который, в зависимости от контекста, может быть связан с концепциями баланса и терпимости.
Исследования показали, что неоптимальные компромиссы часто являются результатом того, что переговорщики не понимают, когда у них есть интересы, полностью совместимые с интересами другой стороны, и соглашаются на неоптимальные соглашения. Взаимно лучшие результаты часто можно найти путём тщательного изучения интересов обеих сторон, особенно если это делается на ранних этапах переговоров.
Наиболее близкое к идеальному компромиссное решение многокритериальной задачи принятия решения или многокритериального анализа решений может быть определено методом ВИКОР, который обеспечивает максимальную полезность большинства и минимальное индивидуальное сожаление оппонента.

## Примеры
Компромисс может быть достигнут, если ни одна из сторон не имеет достаточно сил, чтобы последовательно и полностью преследовать свои собственные цели или когда полное соблюдение интересов одной стороны не является постоянным решением. Так что, если есть опасения, что решение будет подвергаться сомнению снова и снова и, следовательно, не будет стабильным или может поддерживаться только ценой очень высоких затрат со стороны победителя, то компромисс лучше, чем «победа и поражение».
Компромисс также может быть результатом ситуации, в которой одна сторона может полностью заявить о себе и сохранить этот результат, но помимо цели, к которой относится компромисс, существуют и другие конфликтующие цели. Пример: Страна A хочет 1. политического правления над страной B и 2. финансовых ресурсов из страны B. Даже если страна A сможет полностью и, возможно, постоянно контролировать страну B, это может привести к снижению удовлетворённости и, следовательно, к снижению производительности в стране B, что приведёт к сокращению налоговых поступлений из контролируемой страны B (с учётом альтернативных издержек).
Помимо точных цифр (например, денег, товаров), роль также могут иметь социальные и политические факторы. Например, при достижении компромисса обе стороны могут чувствовать, что они «спасают лицо» — по отношению к противнику и/или третьей стороне.

### Юриспруденция
В судебном разбирательстве стороны спора часто достигают компромисса в форме юридического урегулирования. Это может быть результатом прямых переговоров между контрагентами или предложением суда. Например, если предсказуемо, что кто-то проиграет, но проблема не решена, или если неясно, кто проиграет, но ясно, что проблема не решена в любом случае. Таким образом, компромисс предназначен для предотвращения эскалации конфликта, поскольку возможные издержки поражения ценятся выше, чем недостатки, возникающие в результате компромисса.
С другой стороны, при посредничестве оппоненты работают вместе, чтобы найти решение, в котором оба выигрывают и ни один из них не проигрывает. Цель — снова научиться уважать друг друга. Компромисс не является частью посредничества.

### Экономика
Коллективные переговоры между работодателями и работниками являются ежегодным примером компромисса: повышение заработной платы, согласованное в конце, в основном зависит от того, о чём первоначально просили работники, и того, что первоначально предлагали работодатели. Иногда невыполненные требования по заработной плате компенсируются другими улучшениями (отпуск, сокращение рабочего времени). Сверхурочная работа также может быть компромиссом, если она приносит сотруднику финансовую премию, а общее рабочее время снова уравновешивается в течение года.
Сотрудничество: компания предлагает соседней компании купить систему вместе Это экономит 20 000 евро. Если оба находятся в одинаковой ситуации, имеет смысл разделить экономию пополам. Широкий спектр причин может привести к хорошему компромиссу, заключающемуся в согласовании чего-либо, кроме половинного разделения.

### Политика
В демократических государствах, а также в государственных ассоциациях или на межправительственном пространстве часто достигаются компромиссы между политическими и экономическими лицами, принимающими решения. Например, речь идёт о борьбе или обеспечении достигнутых социальных стандартов (таких как соответствующий прожиточный минимум) или деловых интересов (например, прибыли, тарифов, налогов, пошлин и сборов).
Компромиссы также могут быть достигнуты при регулировании явно противоположных позиций в международном праве, например, между двумя государствами или внутри государства с целью разрешения конфликтов, войн или гражданских войн, «замороженных» споров и т. д. В основном речь идёт о двух противоположных принципах, например:
- с одной стороны, принцип сохранения территориальной целостности государства, признанный международным правом и
- с другой стороны, о принципе отдать должное стремлению меньшинства к независимости.

Возможный стандартный компромисс в таких случаях — частичная автономия. Будет ли достигнут соответствующий компромисс и как долго он продлится, зависит от рамочных условий. Это может измениться.

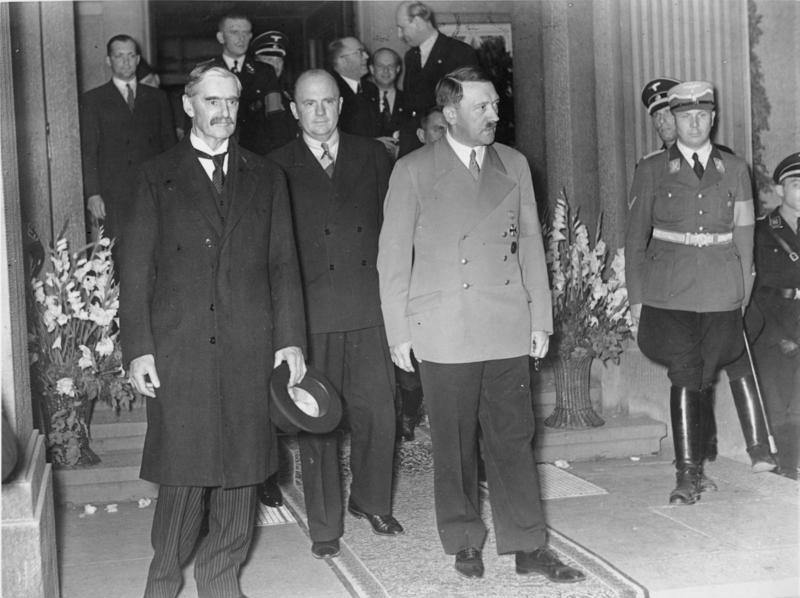
Чемберлен (слева) и Гитлер, 1938 год

В международной политике наиболее часто обсуждаемые компромиссы обычно рассматриваются как гнусные сделки с диктаторами, такие как умиротворение Невиллом Чемберленом Адольфа Гитлера. Маргалит называет это «гнилыми компромиссами». Как считают Гутманн и Томпсон, в демократической политике сложились серьёзные вызовы современной демократии и в эпоху перманентной кампании. Проблема политического компромисса в целом — важный предмет политической этики.

## Возможные решения

### Выиграть
Противоборствующие стороны не всегда должны отказываться от претензий. Более высокая форма разрешения конфликта, чем компромисс, — это беспроигрышное решение, при котором обе стороны конфликта получают не только то, что они хотят, но и нечто большее. Например, преследуя общую цель вместе или дополняя друг друга. Или давая друг другу признание, признательность и, ставя отношения друг с другом на передний план, таким образом вместе находя решения, о которых они даже не думали раньше.

### Консенсус
Консенсус — это взаимное соглашение, которое учитывает потребности всех участников гораздо больше, чем компромисс. Консенсус разрешает противоречия, в том числе скрытые, или называет точки, которые все ещё открыты и ещё не разрешены консенсусом для всех вовлечённых и затронутых.

### Компромисс формулы
«Формула компромисса» — это соглашение, в котором каждая из спорящих сторон включила своё видение вещей или свои интересы в соглашение (формула, описывающая ситуацию). Конфликт остаётся неурегулированным, и одна из сторон или обе стороны не считаются проигравшими. Компромиссы по формуле иногда имеют смысл отложить реальное соглашение на потом (компромисс с формулой замедления) или передать решение тем учреждениям, которые несут ответственность за толкование и применение соглашения (делегирование компромисса по формуле). Партии в парламенте нередко согласовывают закон, который содержит формулу компромисса вместо чёткого регулирования. Если сторона применяет этот закон в правовом споре, прецедентное право должно решить посредством толкования формулы, что законодательный орган, вероятно, имел в виду для соответствующего индивидуального дела. Впечатляющий пример — статья 15 Директивы Совета 2004/83/EC от 29 апреля 2004 года о минимальных стандартах признания и статуса граждан третьих стран или лиц без гражданства в качестве беженцев и т. д. (OJ EC No. L 304/12 от 30 сентября 2004 года) и соответствующее постановление Суда Европейских сообществ от 17 февраля 2009 года — Кейс C-465/07 — (Эльгафаджи), OJ EU No. C 90/4 v. 18 апреля 2009 года.

### Ленивый компромисс
«Ленивый компромисс» — это вариант, при котором компромисс только кажется достигнутым, но на самом деле одна сторона проиграла, и это не было замечено или незаметно. Или когда вы договорились о наименьшем общем знаменателе, и оба обычно проигрывают. Нередко отсутствие преимуществ или соответствующих недостатков становится очевидным позже, и тогда возникает необходимость в повторных переговорах.

### Победа и поражение
Это не было бы решением, если бы более сильный добился своего за счёт более слабого.

## Различное языковое значение
В зависимости от культурного или лингвистического происхождения значение слова «компромисс» и ожидания от него могут быть разными. В Англии, Ирландии и Содружестве Наций слово «компромисс» означает нечто хорошее: вы рассматриваете соглашение, компромисс как нечто позитивное, приносящее пользу обеим сторонам. В США, с другой стороны, этот термин означает решение, в котором обе стороны теряют (см. Межкультурная компетенция).

### Ранние перспективы в Германии
Компромисс ранее был заклеймён как «антигерманский». Согласно таким терминам или пословицам, как «ленивый компромисс», «разрубая гордиев узел», «не позволяйте себе идти на компромисс; вы теряете дело, это точно!» или «Вот я стою, ничего не могу поделать», компромисс — дело нерешительных, слабых или неясных. Это предполагаемый героизм бескомпромиссности, лишений и напористости. Характер якобы проявился в верности убеждениям и твёрдости принципов. Напротив, Дунайская монархия или идея Габсбургов с её принципом « Живи и давай жить другим!» "Путём выработки бесчисленных компромиссов в качестве наднационального, уравновешивающего, образцового посредника между языками и традиционными этносами.

### Компромисс в криптологии
В криптологии слово «компромисс» используется в другом значении. Здесь оно обозначает экспозицию плохо зашифрованного сообщения, то есть шифротекста, что часто позволяет его содержание расшифровать, или даже лежащий в основе криптографического метода, чтобы быть расшифрованным.

## Этика
С точки зрения этики конкретные действия должны основываться на этических ценностях, а также на собственных реальных возможностях и реальных требованиях других. Конкретные решения часто требуют компромисса: «Готовность к компромиссу — это не слабость, а выражение социальной ответственности; это необходимое базовое отношение или добродетель, которые нужно практиковать».